# Phanaeus achilles
Phanaeus achilles là một loài bọ cánh cứng trong họ Bọ hung (Scarabaeidae).